# Trochophora

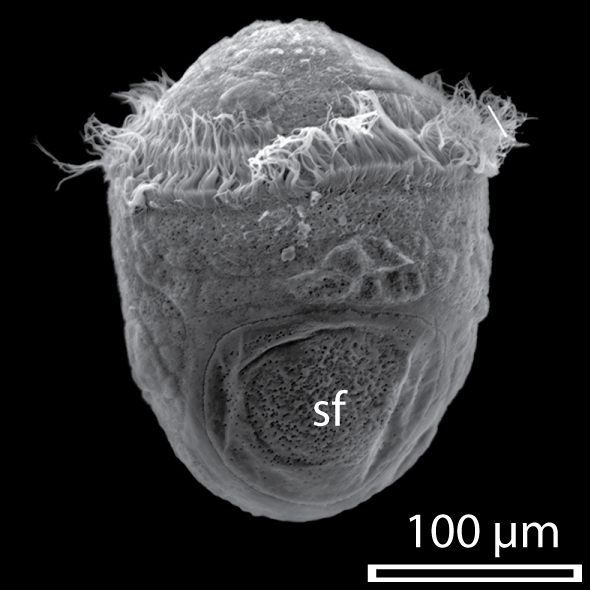
9 Stunden alte Trochophora-Larve des Seeohrs Haliotis asinina, eine Meeresschnecke. (sf - Schneckenhaus-Anlage)

Als Trochophora (altgriechisch τροχός trochós „Rad, Reifen“, φορέω phoréō „ich trage“) oder Trochophora-Larve werden die zumeist planktontischen Larven der meisten Vielborster (Polychaeta) und anderer Ringelwürmer, sowie die einiger anderer Tiergruppen, darunter einige Weichtiere (Mollusca) und die Kelchwürmer (Entoprocta) bezeichnet. Diese Taxa werden innerhalb der Lophotrochozoa unter der Bezeichnung „Trochozoa“ zusammengefasst. Nicht alle Protostomia verfügen über Trochophorae. 
Trochophoralarven sind birnenförmig bis rund und besitzen einen Wimpernkranz (Prototroch), mit dessen Hilfe sie sich strudelnd fortbewegen. Sie ernähren sich anfangs von Dottervorräten, später von Einzellern wie Algen, Flagellaten oder Bakterien.
Zur weiteren Entwicklung ist meistens ein Settlement, also die Ansiedelung der planktonischen Larve auf einem Substrat notwendig, das durch bestimmte chemische Signalstoffe oder eine komplexe Kombination solcher Induktoren ausgelöst wird.